# 貝爾定理的實驗驗證
貝爾定理的實驗驗證是一個物理實驗，旨在測試量子力學理論與阿爾伯特·愛因斯坦所主張的定域性原理概念是否正確。貝爾定理實驗測試真實世界是否滿足定域性原理，定域性原理存在一些額外的局部變量（稱為隱變數）來解釋像光子和電子這樣的粒子的行為。根據貝爾定理，如果大自然遵守任何局部隱變數理論，貝爾定理實驗的結果將是特定且可量化。

## 實驗
科學家已於實驗室進行過許多類型的貝爾定理實驗，許多貝爾定理實驗並不能夠完美滿足貝爾定理的假設條件，都存在一些漏洞，導致人們依然無法對這一爭論進行最終判定。定域性漏洞（locality loop hole）認為兩個光子之間可能串通作弊，通過某種不大於光速的通訊通道來傳遞彼此的狀態信息。
至今沒有任何實驗能夠完全地補足這些漏洞。不過物理學家相信，完美的貝爾定理實驗可以在5年內出現。雖然完美的實驗尚未出現，但主流量子力學教科書已將貝爾定理視為基礎物理定理。但是，沒有任何物理定理能夠毫無疑問的被接受；仍有些物理學者反駁，貝爾定理隱藏的假定或實驗漏洞否定了理論的正確性。

## 歷史
1972年，约翰·克劳泽和Stuart Freedman在加州大學柏克萊分校完成第一次貝爾定理實驗，因存在一些漏洞，結果不具有說服力。
1982年，阿蘭·阿斯佩等人在巴黎第十一大學改進克劳泽和Freedman貝爾定理實驗，實驗結果違反貝爾定理。
1998年，安東·蔡林格等人在奧地利因斯布魯克大學完成貝爾定理實驗，徹底排除定域性漏洞，實驗結果具有決定性。
2016年，大貝爾實驗（the Big Bell Test）展開，並召集到世界各地超過10萬名志願者。在實驗中，所有志願者都需要基於個人的自由意志不斷地進行選擇形成二進制隨機數，在過關遊戲中快速隨機地按下0或者1，12小時內共持續產生每秒逾1000比特的數據流，全部記錄在互聯網雲端，並被實時和隨機地發放給分布在世界各地的相關研究團隊，用以控制這些研究團隊的貝爾不等式檢驗實驗。大貝爾實驗相信人類擁有真正的自由意志，通過大量參與者的自由意志，大貝爾實驗在更廣泛的範圍內關閉自由選擇漏洞，強烈否定愛因斯坦的定域性原理。